# Dasythorax anartinus
Dasythorax anartinus är en fjärilsart som beskrevs av Rudolf Püngeler 1901. Dasythorax anartinus ingår i släktet Dasythorax och familjen nattflyn. Inga underarter finns listade i Catalogue of Life.